# Assimiou Touré
Assimiou Touré (Sokodé, 1º gennaio 1988) è un ex calciatore togolese, di ruolo difensore.

## Carriera
A 15 anni era già nelle giovanili del Bayer Leverkusen. Nella stagione 2006-2007 entra in prima squadra, facendo il suo debutto in Coppa UEFA il 19 ottobre 2006 e quello in Bundesliga tre giorni dopo. Ha continuato intanto a giocare nella seconda squadra fino al settembre 2007, quando è stato ceduto in prestito all'Osnabrück, squadra di 2. Liga.
Ha partecipato al campionato del mondo 2006 in Germania con la Nazionale togolese, ma senza mai giocare. È stato comunque il secondo più giovane giocatore (18 anni e 5 mesi) a essere convocato per quel torneo, dopo l'inglese Theo Walcott (17 anni e 2 mesi).
Nel 2009 contrae la malaria e viene sottoposto a cure.